# Marienkirche (Rabber)

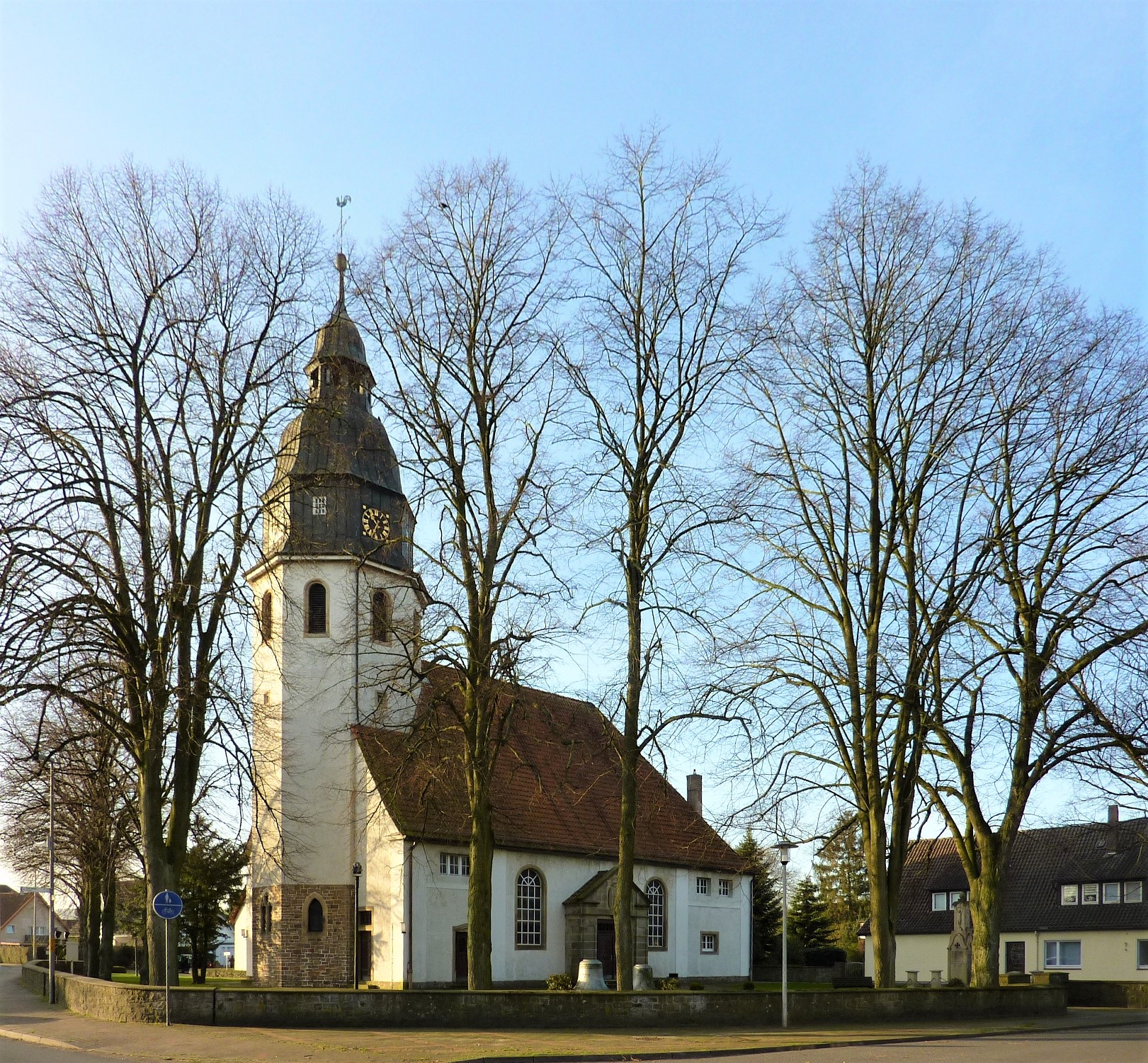
Die Marienkirche zu Rabber

Die Marienkirche im Bad Essener Ortsteil Rabber ist eine Kirche der Kirchengemeinde Barkhausen-Rabber, die dem Kirchenkreis Bramsche der Evangelisch-lutherischen Landeskirche Hannovers angehört.

## Baugeschichte und Beschreibung

### Vorgängerbau
Bis Anfang des 20. Jahrhunderts existierte in Rabber eine Kapelle. Dabei handelte es sich um einen schlichten, rechteckigen Saalbau mit spitzbogigen Fenstern und Türen im Stil der Gotik sowie einem Dachreiter auf dem westlichen Giebel. Die Maria geweihte Kapelle war mit einem vollständigen Kircheninventar ausgestattet. 1902 wurde sie abgerissen.

### Neue Kirche
Von 1911 bis 1912 wurde an selber Stelle ein Kirchenneubau im Übergang zwischen Historismus und Jugendstil errichtet. Um eine spätere Erweiterung nach Westen zu ermöglichen, wurde der Turm an die Ostseite gesetzt.
Aus dem Vorgängerbau stammen ein Kruzifix aus dem 14. Jahrhundert und eine Holzfigur der Anna selbdritt mit Jakobus aus der Zeit um 1500. Auch der Altar vom Ende des 16. Jahrhunderts, der das Abendmahl Jesu zeigt, wurde leicht modifiziert übernommen.
Die restliche Ausstattung stammt aus der Bauzeit der neuen Kirche. Die Glasmalerei an den Fenstern wurde von Rudolf Linnemann angefertigt.